# Tahr des Nilgiri
Genre
Espèce
Synonymes
- Hemitragus hylocrius

Répartition géographique
Statut de conservation UICN

 EN C2a(i) : En danger
Le Tahr des Nilgiri ou localement Bouquetin des Nilgiris (Nilgiritragus hylocrius), est un mammifère de la famille des Bovidés, un caprin originaire du sud de l'Inde. C'est un ongulé endémique aux Ghâts Occidentaux, en particulier au massif des Nilgiris et aux montagnes adjacentes. Malgré son nom local, il est plus proche des ovins (genre des mouflons et du mouton) que des bouquetins et autres chèvres sauvages. Il y a actuellement plus de 3100 individus dans la nature.
Il est l'animal officiel de l'État du Tamil Nadu.

## Description
Son pelage est court. La robe varie de chamois à gris chez les femelles. Chez les mâles matures, elle devient brun foncé ; la face vire au noir ; les pattes avant ont des taches blanches. Ni mâles ni femelles n'ont de barbe. La femelle n'a que deux mamelons.

## Habitat et distribution
Le Tahr des Nilgiris habite les prairies de montagne dégagées de l'écorégion des forêts pluviales de montagne des Ghâts Occidentaux du Sud. Il se trouve à une fourchette d'altitude allant de 1200 à 2600 mètres, vivant en importante harde. Le Parc national d'Eravikulam dans le district d'Idukki (Kerala), abrite la plus importante population recensée dans la nature, estimée entre 700 et 800 individus.

Autrefois, il aurait possiblement peuplé les hauteurs d'une vaste partie des Ghâts occidentaux, jusque dans le Karnataka actuel. Aujourd'hui, c'est une espèce restreinte à la partie méridionale de cette chaîne, entre les États du Tamil Nadu et du Kerala. À la fois présent dans le massif septentrional et contigu des Nilgiris, et les massifs méridionaux séparés du reste des Ghats par la trouée de Palghat, tels que les Anamalais, les Monts Palnis ou encore les Monts des Cardamomes. La fragmentation de son habitat est particulièrement importante, empiété par un front pionnier continu depuis la période coloniale (plantations de montagne, routes et infrastructures massives, zones de peuplement, etc.).

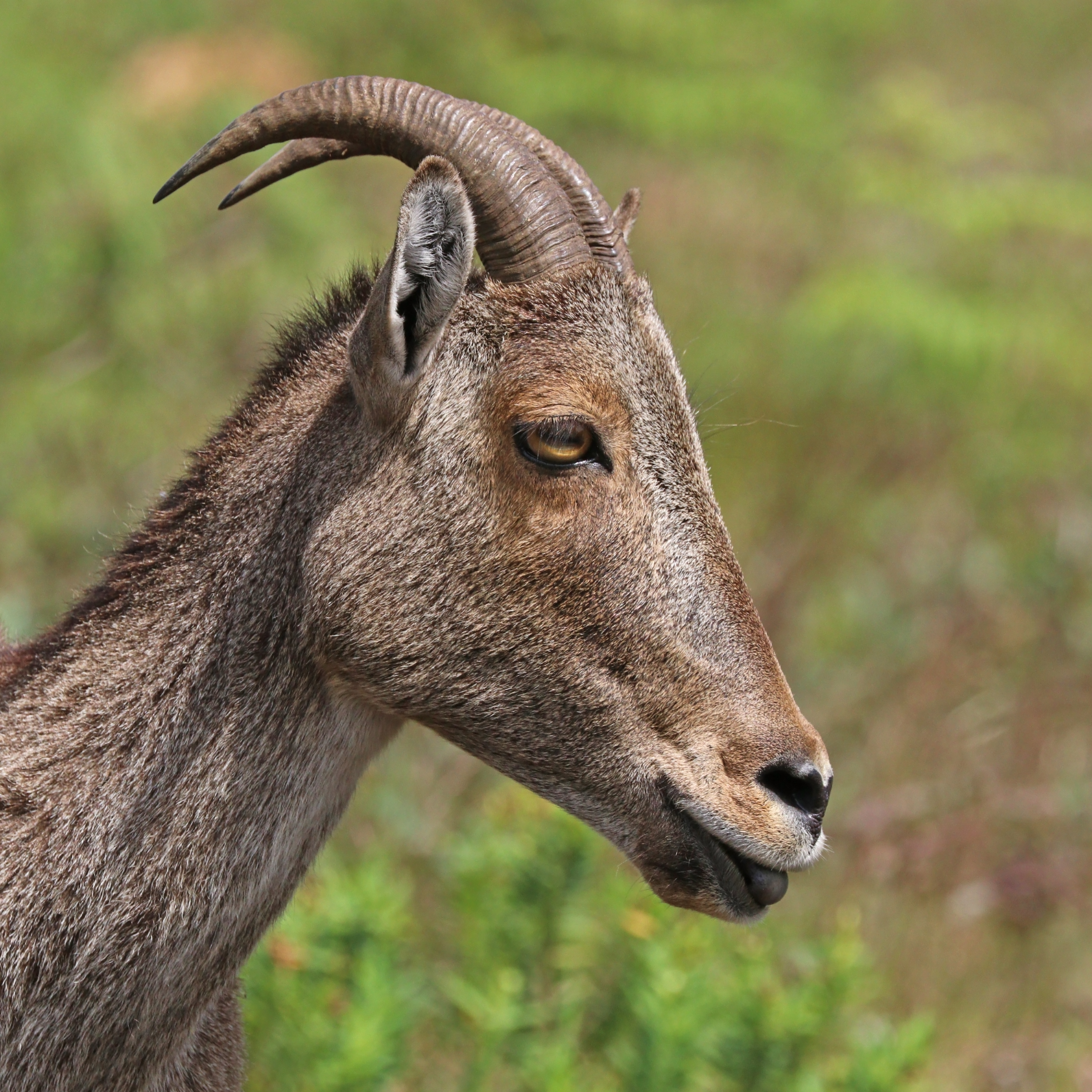
Tête de Tahr des Nilgiris (femelle).

## Étymologie
En langues malayalam et tamoule, il est appelé respectivement varayaadu (വരയാട്) et varaiaadu (வரையாடு). Le terme est composé de deux mots, wurrai ou varai, précipice, et aadu, chèvre (« chèvre des précipices » en français). Le nom ancien en tamoul classique est varudai (வருடை). Son ancien nom scientifique, Capra warryato, attribué par le zoologiste britannique John Edward Gray, descend en partie des appellations locales (warryato).

## Taxonomie
Il était classé avec les autres Tahrs sous le genre Hemitragus. Mais de récentes études de phylogénie moléculaire ont révélé qu'ils appartenaient à des groupes distincts. On lui a donc créé son propre genre Nilgiritragus.
|         | (…) |
|         | |
|         | \| Ovina \| Nilgiritragus, Ovis… \| \| \| Nilgiritragus, Ovis… \| \| Caprina \| Pseudois, Hemitragus, Capra… \| \| \| Pseudois, Hemitragus, Capra… \| |
|         | |
| Ovina   | Nilgiritragus, Ovis… |
|         | Nilgiritragus, Ovis… |
| Caprina | Pseudois, Hemitragus, Capra… |
|         | Pseudois, Hemitragus, Capra… |

| Ovina   | Nilgiritragus, Ovis…         |
|         | Nilgiritragus, Ovis…         |
| Caprina | Pseudois, Hemitragus, Capra… |
|         | Pseudois, Hemitragus, Capra… |

|         | (…) |
|         | |
|         | \| Ovina \| Nilgiritragus, Ovis… \| \| \| Nilgiritragus, Ovis… \| \| Caprina \| Pseudois, Hemitragus, Capra… \| \| \| Pseudois, Hemitragus, Capra… \| |
|         | |
| Ovina   | Nilgiritragus, Ovis… |
|         | Nilgiritragus, Ovis… |
| Caprina | Pseudois, Hemitragus, Capra… |
|         | Pseudois, Hemitragus, Capra… |

| Ovina   | Nilgiritragus, Ovis…         |
|         | Nilgiritragus, Ovis…         |
| Caprina | Pseudois, Hemitragus, Capra… |
|         | Pseudois, Hemitragus, Capra… |

|         | (…) |
|         | |
|         | \| Ovina \| Nilgiritragus, Ovis… \| \| \| Nilgiritragus, Ovis… \| \| Caprina \| Pseudois, Hemitragus, Capra… \| \| \| Pseudois, Hemitragus, Capra… \| |
|         | |
| Ovina   | Nilgiritragus, Ovis… |
|         | Nilgiritragus, Ovis… |
| Caprina | Pseudois, Hemitragus, Capra… |
|         | Pseudois, Hemitragus, Capra… |

| Ovina   | Nilgiritragus, Ovis…         |
|         | Nilgiritragus, Ovis…         |
| Caprina | Pseudois, Hemitragus, Capra… |
|         | Pseudois, Hemitragus, Capra… |

|         | (…) |
|         | |
|         | \| Ovina \| Nilgiritragus, Ovis… \| \| \| Nilgiritragus, Ovis… \| \| Caprina \| Pseudois, Hemitragus, Capra… \| \| \| Pseudois, Hemitragus, Capra… \| |
|         | |
| Ovina   | Nilgiritragus, Ovis… |
|         | Nilgiritragus, Ovis… |
| Caprina | Pseudois, Hemitragus, Capra… |
|         | Pseudois, Hemitragus, Capra… |

| Ovina   | Nilgiritragus, Ovis…         |
|         | Nilgiritragus, Ovis…         |
| Caprina | Pseudois, Hemitragus, Capra… |
|         | Pseudois, Hemitragus, Capra… |

N.B. les positions phylogénétiques d'Ammotragus, Arabitragus, Oreamnos ou Rupicapra restent incertaines.